# 爾波神社
爾波神社（にわじんじゃ）は、愛知県一宮市にある神社である。旧社格は郷社。
式内社の尾張国丹羽郡「尓波神社」である。丹羽郡の総社と伝えられ、丹羽臣に関係が深い。

## 概況
- 創建時期は不明。一説では701年（大宝元年）創建という。この地域に勢力があった尾張丹羽臣が、祖先の神八井耳命を祀ったのが始まりという。
- 創建当初の名称は尓波神社。鎌倉時代以降は「丹羽天神」「丹羽大神」「爾波天神」と呼ばれていた。
- 1537年（天文6年）に戦災で社殿焼失する。再建されるが、1666年（寛文6年）に洪水で破損。現在地に移転する。このさい、臨済宗の寺院（恵日山東光寺）の境内に再建され、明神社に改称する。
- 1870年（明治3年）、爾波神社に改称され、1872年（明治5年）に郷社になる。
- 1945年（昭和20年）7月28日、太平洋戦争の空襲（一宮空襲）で社殿は全て焼失する。現在の社殿は1948年（昭和23年）の再建である。

## 祭神
- 神八井耳命

## 交通機関
- 名鉄バス「丹羽」バス停下車、徒歩10分
  - 名古屋鉄道名古屋本線・尾西線名鉄一宮駅、東海道本線尾張一宮駅（名鉄一宮駅バスターミナル3番のりば）より「宮田本郷（丹羽経由）」行き